# Donji Mekinjar
Donji Mekinjar (serb. Доњи Мекињар) – wieś w Chorwacji, w żupanii licko-seńskiej, w gminie Udbina. Leży w regionie Lika. W 2011 roku liczyła 31 mieszkańców.